# Finn Malmgren
Finn Adolf Erik Johan Malmgren (1895 - červen 1928?) byl švédský meteorolog a polárník.

## Život
Malmgren studoval v Göteborgu, Sundsvallu a ve Stockholmu. V roce 1912 začal studovat na univerzitě v Uppsale, kde roku 1916 získal bakalářský titul. Od roku 1917 působil jako asistent profesora Axela Hamberga v jeho observatoři v Pårtetjåkko. V roce 1920 se vrátil do Uppsaly na meteorologický ústav a o rok později byl jmenován asistentem na Hydrografickém institutu Otto Petterssona pro výzkum oceánů na ostrově Stora Bornö ve fjordu Gullmarsfjorden.
V letech 1922 až 1925 se účastnil arktické expedice Roalda Amundsena a Haralda Sverdrupa na lodi Maud. V roce 1926 byl na palubě italské vzducholodi Norge, která přeletěla severní pól. Během letu obsluhoval přístroj na měření elektrické vodivosti atmosféry, patřící českému fyzikovi Františku Běhounkovi.
Na počátku roku 1927 byl jmenován komandérem řádu svatého Olafa.

### Účast v expedici vzducholodi Italia
V roce 1928 se připojil k výpravě Umberta Nobileho se vzducholodí Italia. Během třetího letu 25. května se po nárazu do ledové kry odtrhla velitelská kabina. Vzducholoď, odlehčená o hmotnost kabiny, se opět vznesla a zmizela beze stopy se šesti muži na palubě. Mezi devíti členy posádky, kteří uvízli na plovoucím ledu byl Malmgren se zraněným ramenem, velitel výpravy Nobile i František Běhounek. Malmgren, spolu s italskými důstojníky Filippem Zappim a Adalbertem Marianem se 30. května vydali na pochod po ledu pro pomoc. Podle pozdějších výpovědí Zappiho a Mariana před vyšetřovací komisí snášel Malmgren obtíže pochodu od začátku špatně a později utrpěl těžkou omrzlinu na noze. Po dvanácti dnech již neměl sílu pokračovat v cestě a na vlastní žádost byl ponechán na místě.
Sovětský pilot Boris Čuchnovskij, vyslaný z ledoborec Krasin, který plul na pomoc trosečníkům, objevil 10. července Mariana a Zappiho, a domníval se, že i Malmgrenovo tělo. Italové byli zachráněni Krasinem další den, Malmgrenovo tělo nebylo nalezeno.
Okolnosti Malmgrenovy smrti zůstávají nejasné. Ve výpovědích Zappiho a Mariana byly rozpory, vyskytly se pochybnosti, zda skutečně opustili Malmgrena na jeho žádost. V tisku byli podezříváni dokonce z kanibalismu.